# Extensible HyperText Markup Language
L'XHTML (acrònim de eXtensible Hyper Text Markup Language) és el llenguatge de marques pensat per substituir l'HTML. L'XHTML té, bàsicament, les mateixes funcionalitats que l'HTML només que compleix les especificacions més estrictes de l'XML. Per exemple tots els tag s'han de tancar apropiadament i han d'estar escrits en minúscules. És una part de l'XML, així els documents XHTML es poden tractar amb les eines que hi ha per XML. I és més fàcil desenvolupar-ne un intèrpret, indicat sobretot amb aparells d'escassos recursos com ara els mòbils.